# Neosycophila breviramulis
Neosycophila breviramulis is een vliesvleugelig insect uit de familie Eurytomidae. De wetenschappelijke naam is voor het eerst geldig gepubliceerd in 1885 door Mayr.